# Heniochus varius

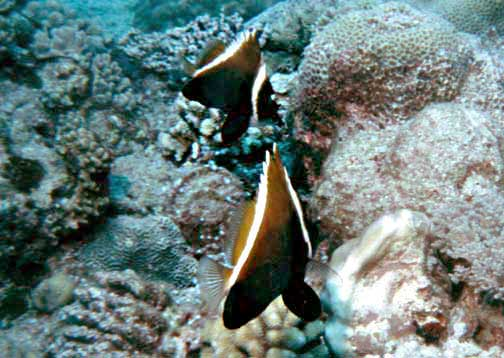
Pareja de Heniochus varius

El pez estandarte cornudo (Heniochus varius) es un pez marino, de la familia de los Chaetodontidae.
Su nombre común es debido a una protuberancia que tiene en la frente.

## Morfología
Su cuerpo tiene una coloración mayoritariamente marrón, de un tono muy oscuro, casi negro, en la zona inferior del cuerpo: aletas pectorales, vientre y aletas anales. Tiene dos franjas blancas que lo atraviesan verticalmente, la primera se extiende desde la base de las primeras espinas dorsales, atravesando la parte trasera de la cabeza, hasta el pecho. La segunda franja, colorea las puntas de las espinas dorsales, recorriendo la parte posterior del cuerpo, hasta el inicio de la aleta caudal.
Su cuerpo es aplanado y comprimido lateralmente. Tiene 11 espinas dorsales, entre 22 y 25 radios blandos dorsales, 3 espinas anales, y, entre 17 y 18 radios blandos anales.
De adulto, desarrolla un cuerno curvo encima de cada ojo, una protuberancia mayor en la frente, y pierde el largo filamento característico del género.
Alcanza los 19 cm de largo.

## Hábitat y distribución
Esta especie se encuentra en zonas con crecimiento coralino, en laderas de arrecifes interiores y exteriores. Viven solitarios, en parejas, o en grupos de hasta 30 individuos. Parecen preferir las cuevas que las áreas abiertas.
Su rango de profundidad es entre 2 y 20 m.
Su rango geográfico de distribución abarca las aguas tropicales del Indo-Pacífico. Es especie nativa de Australia; islas Cook; Filipinas; Fiyi; Guam; India; islas de Andaman y Nicobar; Indonesia; Japón; Kiribati; Malasia; Islas Marianas; islas Marshall; Micronesia; Nauru; Nueva Caledonia; Palaos; Papúa Nueva Guinea; Samoa; Singapur; islas Salomón; Tailandia; Taiwán; Tokelau; Tonga; Vanuatu; Viet Nam y Wallis y Futuna.

## Alimentación
Se nutre principalmente de pólipos de coral, algas y varios invertebrados bentónicos.

## Reproducción
Es dioico y ovíparo, de fertilización externa, y en cada desove suelta entre 3.000 y 4.000 huevos a la corriente, que los traslada a la parte superior de la columna de agua. Son pelágicos. Forman parejas durante el ciclo reproductivo.

## Mantenimiento
Son muy sensibles al amoniaco y al nitrito pero también lo son a pequeñas concentraciones de nitrato. Valores superiores a los 20 mg/litro pueden degenerar en casos de exoftalmia, normalmente en uno de sus ojos.
No son habituales en el comercio de acuariofilia, aunque la mayoría de los especímenes suelen estar habituados a alimentarse con mysis y artemia congelados.
Su mantenimiento con corales no es recomendado, ya que se alimenta de ellos. Es tolerante con el resto de compañeros de un acuario de arrecife.